# غوردون مور
قالب:قانون العقيدة العسكرية
غوردون مور (ولد في 3 يناير 1929) هو رجل أعمال ومهندس أمريكي، والمؤسس المشارك والرئيس الفخري لشركة إنتل ومُقْتَرِح لقانون مور (مقال نشر في 19 أبريل 1965 في مجلة إلكترونيات).

## روابط خارجية
- غوردون مور على موقع IMDb (الإنجليزية)
- غوردون مور على موقع الموسوعة البريطانية (الإنجليزية)
- غوردون مور على موقع مونزينجر (الألمانية)
- غوردون مور على موقع إن إن دي بي (الإنجليزية)